# Hyphydrus delibatus
Hyphydrus delibatus är en skalbaggsart som beskrevs av Guignot 1947. Hyphydrus delibatus ingår i släktet Hyphydrus och familjen dykare. Inga underarter finns listade i Catalogue of Life.